# مسكن فضائي

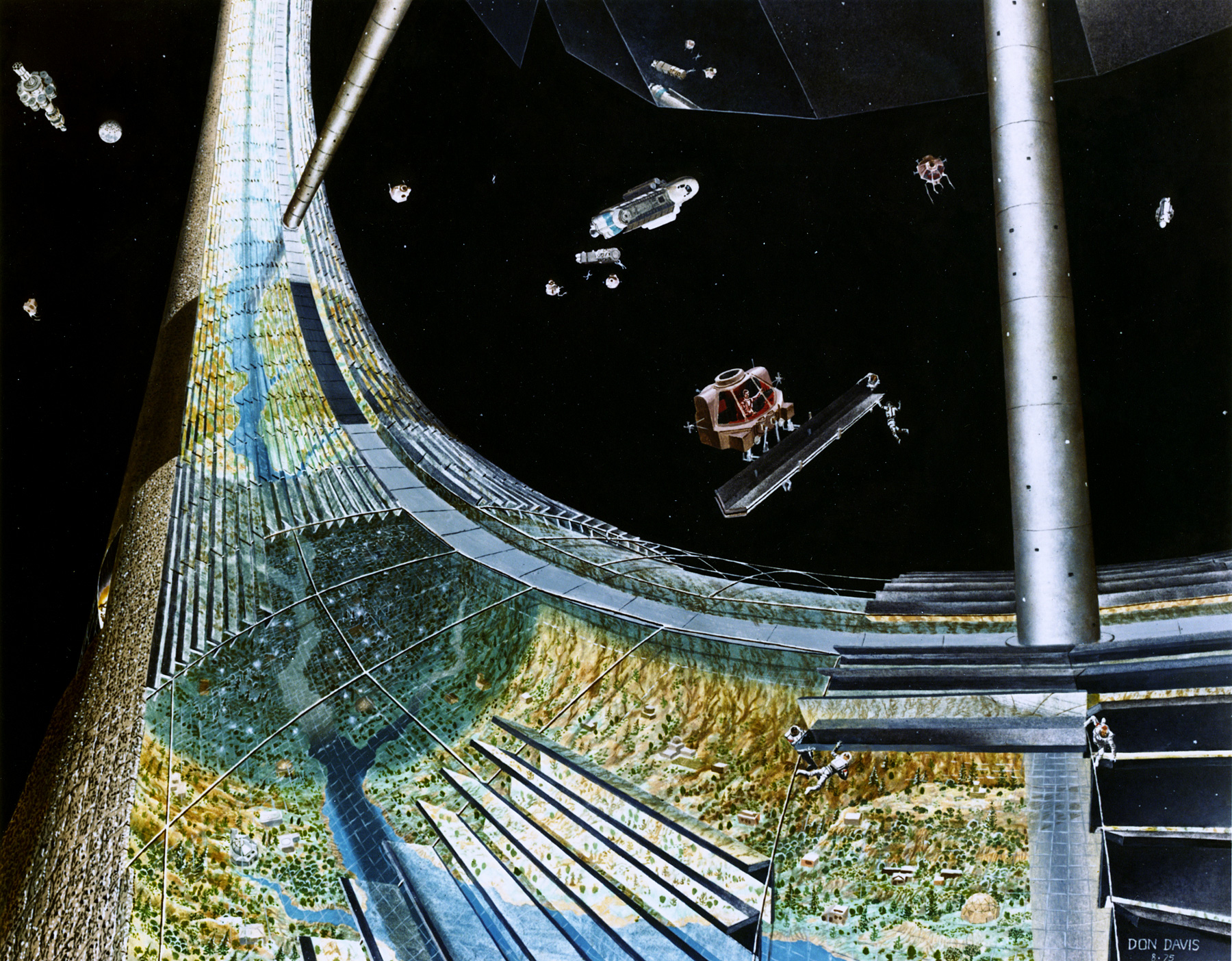
المكانية بناء نوع السكن في الحيد ستانفورد، فنان رسم لناسا، عام 1975.

مسكن فضائي (بالإنجليزية: Space habitat)‏، ويُعرف أيضًا باسم المستعمرة الفضائية، أو المستوطنة الفضائية، أو المسكن المداري، أو المستوطنة المدارية، أو المستعمرة المدارية، وهو أحد أنواع المحطات الفضائية التي تُشيد لتكون مستعمرةً دائمةً بدلًا من أن تكون محطة بسيطة أو أي نوع آخر من المنشآت المتخصصة. لم يُشيد أي مسكن فضائي حتى الآن، ولكن وُضعت العديد من التصاميم التصورية، بدرجات متنوعة من الواقعية، بواسطة المهندسين ومؤلفي الخيال العلمي على حد سواء.
قامت العديد من مجموعات التنمية مثل وكالة ناسا ووكالة الفضاء الأوروبية وكالات الفضاء في روسيا والصين وغيرهم من العلماء بدراسة جدوى مشاريع مستعمرات الفضاء في مناطق مختلفة من النظام الشمسي. وعلى الرغم من أنها قررت أن هناك مواد خام قابلة للاستعمال على سطح القمر والكويكبات القريبة من الأرض، إلا أن الطاقة الشمسية متاحة بوفرة ولا جديد في الاكتشافات العلمية الكبرى والتي من الضروري، أن تتطلب براعة التقنية الهندسية، فهي الأفضل لكي يتكيف الإنسان في الفضاء، وخصوصا مع موارد مالية ضخمة لتنفيذ هذه المشاريع. ووبالتالي تنخفض تقريبا جميع المشاريع على مستوى نظرية التقدم أو تقييمها والتخلي عنها.
إن الوجود الدائم الوحيد للإنسان في الفضاء حاليا هو واحدة من محطات الفضاء الدولية، والذي لا يتمتع بالحكم الذاتي. في عام 2008، كان هذا المشروع هو خطة التمويل بصورة مستمرة لأربعة رواد فضاء على سطح القمر والتي من شأنها استخدام الموارد المحلية المقدمة من وكالة ناسا للأعوام ما بين 2019-2024، لكنه شكك في الميزانية في نهاية عام 2010. كما قامت كل من وكالة الفضاء الأوروبية ووكالة الفضاء الروسية واليابانية والصينية بالنسبة لمشروعهم بإقامة بؤرة استيطانية على سطح القمر بعد عام 2025.
قامت دراسات نظرية آخرى بدراسة المستعمرات الواقعة على مساحة من الأقمار الطبيعية الأخرى،مثلا الواقعة على الكويكب أوعلى كواكب مثل كوكب المريخ الذي تم دراستة من قبل العلماء، ومنهم من اعتقد أنه يمكن تقع المستوطنات الأولى في المحطات الفضائية أو على مدار كواكب الطاقة الشمسية. وقد أجريت دراسات مستقبلية وطموحه أخرى، منذ الاستعمار على أقمار المشتري حتى إقامة مستعمرات من مئات الآلاف من الأفراد أو بعض الكواكب ولكن يبدو استصلاح هذه المستعمرات، تتطلب أكثر نظرية وتتطلب أيضا قدرا كبيرا من التقدم العلمي والتقني الذي ليس من الممكن ان يكون على المدى الطويل جدا.
وقد حدد مدير وكالة ناسا حتى عام 2009، مايكل غريفين، أن استعمار الفضاء، هو الهدف النهائي لبرامج الفضاء الحالية، ولكن الحاجة الإنسانية لاستعمار الفضاء في المستقبل القريب أو البعيد غير مقبولة عالميا من قبل المجتمع العلمي، وكذلك النقاش الدائر حول هذا الموضوع.
يمكن أن يتسع مصطلح المسكن الفضائي ليشمل المستعمرات المُشيدة على أو داخل الأجرام  الأخرى غير الأرض مثل القمر، والمريخ، وأحد الكويكبات. تركز هذه المقالة على الهياكل المتكاملة التي وُضعت تصاميمها التصورية لتناسب بيئات الجاذبية الصغرى.

## التحفيز
اقتُرحت العديد من الأسباب التحفيزية لبناء المستعمرات الفضائية، وهي:
- نجاة الحضارة البشرية والمحيط الحيوي في حالة وقوع إحدى الكوارث على الأرض، سواء كانت كوارث طبيعية أو كوارث من صنع البشر[1]
- الموارد الضخمة الموجودة في الفضاء لمد المجتمع البشري
- مد الوجود البشري دون تدمير أي أنظمة بيئية أو تهجير أي سكان أصليين

يمكن لهذه المستعمرات أن تساعد الأرض من خلال تخفيف ضغط التعداد السكاني بها وإبعاد الصناعة وأضرارها عن الأرض

## المزايا
تُقام العديد من الحجج لتوضيح أن المساكن الفضائية سيكون لها عدد من المزايا:

### الحصول على الطاقة الشمسية
يحتوي الفضاء على كميات كبيرة من الضوء المُنبعث من الشمس. وتصل كمية الضوء الموجودة في المدار الأرضي إلى 1400 واط لكل متر مربع. تُستخدم هذه الطاقة لإنتاج الكهرباء من الخلايا الشمسية أو محطات الطاقة المعتمدة على المحركات الحرارية، ولمعالجة الخامات، ولتوفير الضوء اللازم لنمو النباتات ولتدفئة المستعمرات الفضائية.

### بئر الجاذبية الخارجي
ستكون التجارة من الأرض إلى المستعمرات الفضائية أسهل من التجارة من الأرض إلى المستعمرات الكوكبية؛ لأن المستعمرات الفضائية التي تدور حول الأرض لن تمتلك بئر جاذبية تحتاج أن تتغلب عليه لإرسال الصادرات إلى الأرض، ولن تمتلك بئر جاذبية أصغر تحتاج أن تتغلب عليه لاستقبال الواردات من الأرض.

### استخدام الموارد في الموقع
ستُزود المساكن الفضائية بالموارد من المواقع الفضائية مثل المريخ، والكويكبات، أو القمر. يمكن أن ننتج غاز الأكسجين للتنفس، ومياه الشرب، ووقود الصواريخ من خلال وسائل استخدام الموارد في الموقع. يمكن أن يتمكن العلماء من تصنيع الألواح الشمسية باستخدام المواد القمرية.

### الكويكبات وبقية الأجرام الصغيرة
تحتوي أغلب الكويكبات على مزيج من المواد التي يمكن تعدينها، وبسبب عدم وجود بئر جاذبية يحيط بكل كويكب من هذه الكويكبات، سنحتاج إلى مقدار ضئيل من التغير في متجه السرعة لسحب هذه الموارد من على الكويكبات حتى ننقلها إلى مواقع البناء.[استشهاد منقوص البيانات]
يُقدَّر وجود كميات كافية من المواد في حزام الكويكبات الرئيسي لبناء مساكن فضائية تكافئ مساحة السطح القابل للسكن لثلاثة آلاف أرض.

### السكان
افترضت إحدى التقديرات عام 1974 أن مجموع المواد الموجودة في حزام الكويكبات الرئيسي يمكن أن يسمح بإنشاء مساكن ذات قدرة استيعابية هائلة للسكان. ويمكن أن يصل هذا التقدير إلى تريليونات عند استخدام الموارد الحرة المنتشرة في المجموعة الشمسية.

### وسائل الترفيه في ظل انعدام الجاذبية
يمكن إقامة مكان يسمح بممارسة رياضات انعدام الجاذبية المتنوعة، وذلك بغلق منطقة كبيرة موجودة بمحور دوران المسكن الفضائي، وتتضمن هذه الرياضات السباحة، والطيران الشراعي المعلق، والطيران بواسطة القوى البشرية.

### حجرة الركاب
يمكن للمسكن الفضائي أن يكون حجرة ركاب في مركبة فضائية ضخمة لاستعمار الكويكبات، والأقمار، والكواكب. ويمكن أيضًا أن يؤدي وظيفة سفينة الأجيال للسفر عبر الفضاء إلى الكواكب الأخرى أو النجوم البعيدة، وصف الفيزيائي ليزلي روبرت شيبرد سفينة الأجيال النجمية في عام 1952 وشبهها بكوكب صغير يعيش فيه الكثير من الناس.

## معرض صور

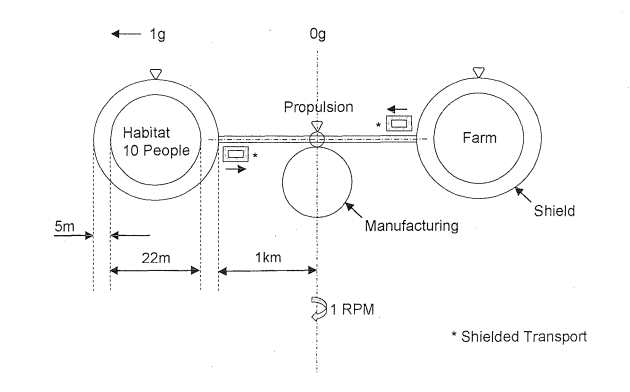
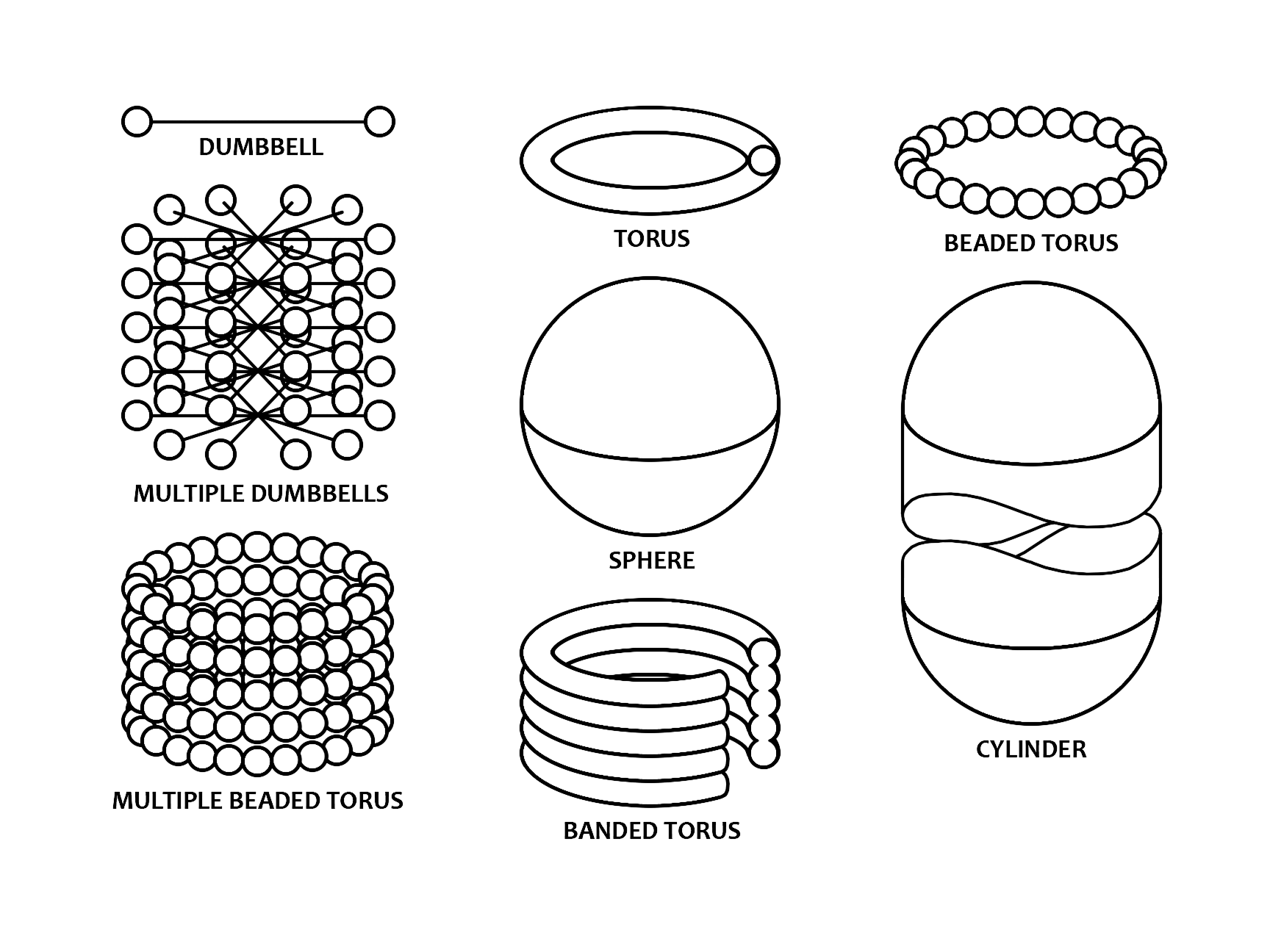
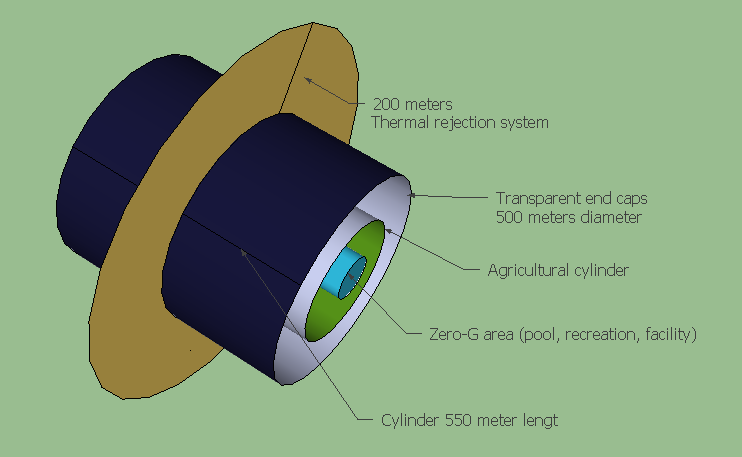
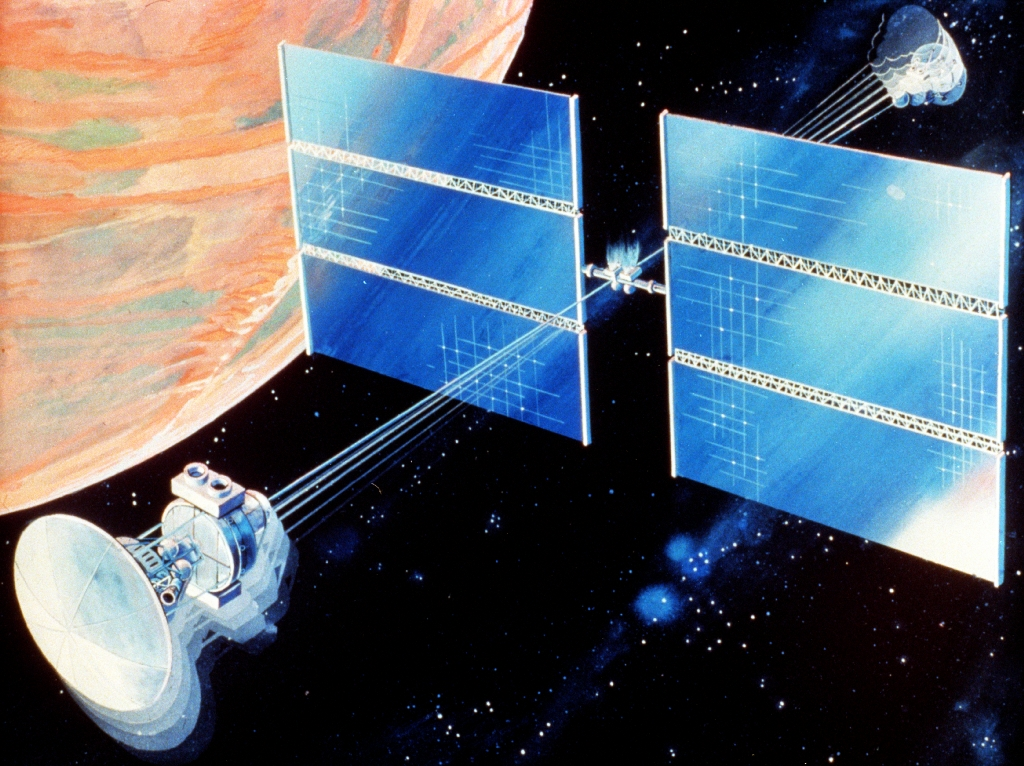

### قائمة المراجع
قالب:Légende plume
- (بالإنجليزية) دايسون، FJ: بحث ممتاز عن مصادر اصطناعية من الأشعة تحت الحمراء، والعلوم، والمجلد. 131، 3 يونيو 1960.
- (بالإنجليزية) بن ر. فيني، اريك ام جونز: الهجرة بين النجوم والخبرة البشرية، مطبعة جامعة كاليفورنيا، 1985، ISBN 0-520-05898-4
- (بالإنجليزية) غودارد، والصحة الإنجابية: إن الهجرة في نهاية المطاف (مخطوطة)، Jan.14، 1918، سجل ببليوجرافى غودارد، وأصدقاء المكتبة غودارد نوفمبر ليرة لبنانية عام 1972.
- (بالإنجليزية) هاريس، فيليب: مساحة المؤسسة: العيش والعمل Offworld في القرن 21، سبرينغر، التطبيق العملي، 2008 (ردمك 9780387776392)
- (بالإنجليزية) د. Yoki كوندو، جون مور H والجماعية بين النجوم للسفر والفضاء متعددة الأجيال سفن، الأوج الفضاء كتب السلسلة 34، 2003، (ردمك 1896522998)
- (بالإنجليزية) مور، جون ه. والرقبة، سفر بين النجوم وسفن الفضاء متعددة الأجيال، الأوج الفضاء كتب السلسلة 34، 2003.
- (بالألمانية)

```
Noordung، H. (Potocnik): داس مشكلة دير Befahrung من Weltraums (والمشكلة من التحليق في الفضاء)، شميت وشركاه، 1928.
```

- (بالألمانية)

```
أوبرث، H. زو Rakete يموت دن Planetenraumen (الصاروخ في الفضاء بين الكواكب)، ر. Oldenbourg، ميونيخ، 1923.
```

- (بالإنجليزية) جيرارد ك. أونيل، الذي يشكل الحدود العليا: المستعمرات البشرية في الفضاء: الأوج الفضاء كتب السلسلة 12، 3 طبعة عام 2000، الطبعة الأولى 1977 (ردمك 189652267X)
- (بالإنجليزية) بورتري، ديفيد SF بشر إلى المريخ: خمسون عاما من التخطيط للبعثة، 1950-2000 ، ناسا SP-2001-4521.
- (بالفرنسية) Prantzos نيكولا، يسافر في المستقبل: المغامرة الكونية للإنسانية، Seuil، 1998.
- (بالفرنسية) جان كلود ريبس، غي مونيه حياة خارج كوكب الأرض: الاتصالات بين النجوم، استعمار الفضاء، وأكسفورد، كامبردج، 1990 (ردمك 2037400632)
- (بالإنجليزية) ساجان، كارل، النقطة الزرقاء الشاحبة: رؤية لمستقبل الإنسان في الفضاء، 1 طبعة عام 1994، راندوم هاوس، نيويورك، (ردمك 0679438416) (انظر شاحب اللون الأزرق نقطة)
- (بالإنجليزية) ساجان، كارل: كوكب الزهرة، والعلوم، والمجلد. 133، لا. 3456، مارس 24، 1961، ص. 849-858.
- (بالإنجليزية) Salkeld، روبرت، استعمار الفضاء الآن؟، وعلوم الفضاء والطيران، المجلد. L 3، رقم 0.9، سبتمبر 0,1975، ص. 30-34.
- (بالروسية) تشياكوفسكي، KE: Исследование мировых пространств реактивными приборами نا ootchnoye Obozreniye (الصاروخ في الفضاء الخارجي)، دراسة علمية، موسكو، 1903.
- (بالإنجليزية) فون براون، ويرنر: عبور الحدود الأخيرة، القلائد، 1952.
- (بالإنجليزية) Zubrin، روبرت، دخول الفضاء: خلق الحضارة التي ترتاد الفضاء، [ترشر] / بوتنام، 1999، (ردمك 978-1-58542-036-0)
- (بالإنجليزية) Zwicky، F.: علم الفلك الصرفي، والقراءة لهالي 1948 ألقيت في جامعة أكسفورد، 2 مايو 1948، ومرصد، والمجلد. 68، أغسطس عام 1948، pp. 142–143.

### مقالات ذات صلة
- استعمار الفضاء في الخيال
- استكشاف الفضاء
- كوكبة البرنامج
- محطة الفضاء